# Antônio Moser
Frei Antônio Moser (Gaspar, 29 de agosto de 1939 — Duque de Caxias, 9 de março de 2016) foi um padre católico brasileiro. 
Filho de Angelo Moser e Elizabeth Beiler, estudou Filosofia e Teologia em Petrópolis, depois cursou licenciatura em teologia em Lyon (França) e doutorou-se em teologia, com especialização em moral, na Pontifício Ateneu Santo Anselmo, Roma, com a tese doutoral: “O compromisso do cristão com o mundo na teologia de M.D. Chenu”, obtendo Summa cum laude.
Durante 10 anos lecionou Teologia Patrística, foi professor na Pontifícia Universidade Católica do Rio de Janeiro, lecionando na graduação e na pós-graduação, além de ter passagens como professor convidado na Universidade Católica de Lisboa – Portugal e na Universidade de Berkeley - Califórnia.
É autor de 25 livros, vários deles traduzidos para outras línguas, participou como co-autor e colaborador de inúmeros títulos e publicou incontáveis artigos espalhados por revistas nacionais e internacionais.
Construiu quinze comunidades de fé, algumas na Baixada Fluminense e outras em Petrópolis/ RJ. Algumas delas, tais como a Comunidade Menino Jesus de Praga e a Paróquia de Santa Clara, merecem destaque se observados a arquitetura e o paisagismo. Quando foi morto, era Diretor Presidente da Editora Vozes, professor de Teologia Moral e Bioética no Instituto Teológico Franciscano (ITF) em Petrópolis, Pároco da Igreja de Santa Clara, além de conferencista no Brasil e no exterior.

## Vida acadêmica
Possui graduação em Filosofia pelo Seminário Maior da Província Franciscana da Imaculada Conceição do Brasil (1962), graduação em Filosofia pela Pontifícia Universidade Católica do Rio de Janeiro (1983), mestrado em Teologia pela Facultas Theologica Lugdunensis (1970), e doutorado em Teologia pela Pontifícia Universidade Lateranense (1973). Atuando principalmente nos seguintes temas: Compromisso, Mundo.

## Morte
Foi morto durante um assalto ao seu automóvel em 9 de março de 2016, em Duque de Caxias.

## Livros publicados
- MOSER, A.; MOSER, A. M. . Colhendo flores entre espinhos. 1. ed. Petropolis: Editora Vozes Ltda, 2010. v. 3000. 365p .
- MOSER, A.; André marcelo M. Soares . Bioética do consenso ao bom senso. 2. ed. Petropolis: Editora Vozes Ltda, 2006. v. 3500. 190p .
- MOSER, A.. Casado ou solteiro você pode ser feliz. 2. ed. Petrópolis: Editora Vozes Ltda, 2006. v. 3500. 280p .
- MOSER, A.. Paróquia do Sagrado Coração de Jesus - Comunidade Cristã Menino Jesus de Praga: Um sonho que se tornou realidade 02/06/1990 - 02/06/2005. 1. ed. Petrópolis - RJ: Publicação Independente, 2005. v. 1. 64p .
- MOSER, A.. Biotecnología y Bioética - Hacia dónde vamos?. Col. El Mirador: Ediciones dabar, 2005. v. 1. 294p .
- MOSER, A.. El enigma de la esfinge - La Sexualidad. 1. ed. Col. El Mirador: Ediciones dabar, 2004. v. 1. 240p .
- MOSER, A.. Biotecnologia e Bioética. 4. ed. Petrópolis: Editora Vozes Ltda, 2004. v. 6500. 456p .
- MOSER, A.. O Enigma da Esfinge. 6. ed. Petropolis: Editora Vozes Ltda, 2001. v. 10500. 285p .
- MOSER, A.. O Pecado: do descrédito ao aprofundamento. Petrópolis - RJ: Editora Vozes, 1996. 376p .
- MOSER, A.. Etica Ecologica. 1. ed. Bogotá: CODECAL - Corparacion Integral para el Desarrollo Cultural y Social, 1992. v. 1. 74p .
- MOSER, A.. Assim nasceu Jesus.. 1. ed. Petrópolis: Editora Vozes, 1992. v. 1. 20p .
- MOSER, A.. Teologia Moral: Desafios atuais. Petrópolis - RJ: Editora Vozes, 1991. 168p .
- MOSER, A.; LEERS, Bernardino . Moral Thology - Dead Ends and Ways Forward.. 1. ed. New York: Orbis Books, 1990. v. 9. 240p .
- MOSER, A.; LEERS, Bernardino . Moraltheologie - Engpässe und Auswege. 1. ed. Verlag: Patmos, 1989. v. 1. 280p .
- MOSER, A.. Afetividade compromisso social na América Latina.. 2. ed. São Paulo: CRB, 1989.
- MOSER, A.; LEERS, Bernardino . Teologia Moral: impasses e alternativas.. Petrópolis: Editora Vozes, 1989.
- MOSER, A.; LEERS, Bernardino . Teologia Morale: Conflitti e Alternative.. 1. ed. Vescovo di Assisi: Cittadella editrice, 1988. v. 5. 324p .
- MOSER, A.. Pastoral Familiar: Desafios e Persperctivas - Balizamentos Éticos para uma Pastoral Familiar.. 1. ed. Belo Horizonte: Editora O Lutador, 1988. v. 1. 48p .
- MOSER, A.. Integracion Afectiva y Compromiso Social en America Latina.. 1. ed. Bogotá: Confederación Latinoamericana de Religiosos, 1988. v. 1. 84p .
- MOSER, A.. Integração afetiva e compromisso social na América Latina.. 1. ed. Rio de Janeiro - RJ: Conferência dos Religiosos do Brasil - CRB, 1987. v. 1. 72p .
- MOSER, A.; LEERS, Bernardino . Teología Moral - Conflictos y alternativas.. 1. ed. Madri: Ediciones Paulinas, 1987. v. 8. 328p .
- MOSER, A.. Mudanças na moral do povo brasileiro.. 1. ed. Petrópolis - RJ: Editora Vozes, 1984. v. 1. 136p .
- MOSER, A.. O problema ecológico e suas implicações éticas.. 1. ed. Petrópolis - RJ: Editora Vozes, 1983. v. 1. 80p .
- MOSER, A.; CALIMAN, Cleto; CUNHA, Rogerio I. de Almeida . Liberta: desafio da educação - A libertação do homem só se realiza plenamente no horizonte de Deus.. 1. ed. Rio de Janeiro - RJ: Conferência dos Religiosos Brasileiros - CRB, 1982. v. 1. 144p .
- MOSER, A.. O Problema Demográfico e as Esperanças de um Mundo Novo.. 1. ed. Petrópolis - RJ: Editora Vozes, 1978. v. 12. 72p .
- MOSER, A.. O pecado ainda existe? pecado, conversão, penitência.. 1. ed. São Paulo - SP: Editora Paulinas, 1976. v. 1. 176p .
- MOSER, A.. A Paternidade Responsável - Face a uma Mentalidade Contraceptiva (Paternidade Responsável - Esterilização - Aborto). 1. ed. Petrópolis: Editora Vozes, 1975. v. 2. 68p .
- MOSER, A.. O compromisso do cristão com o mundo na Teologia de M.D. Chenu. 1. ed. Petrópolis: Editora Vozes, 1973. v. 1.